# Garden City (Kansas)
Garden City is een plaats (city) in de Amerikaanse staat Kansas, en valt bestuurlijk gezien onder Finney County.

## Demografie
Bij de volkstelling in 2000 werd het aantal inwoners vastgesteld op 28.451.
In 2006 is het aantal inwoners door het United States Census Bureau geschat op 27.175, een daling van 1276 (-4,5%).

## Geografie
Volgens het United States Census Bureau beslaat de plaats een oppervlakte van
22,1 km², geheel bestaande uit land.

## Plaatsen in de nabije omgeving
De onderstaande figuur toont nabijgelegen plaatsen in een straal van 40 km rond Garden City.

## Geboren in Garden City
- Joe Exotic (1963), dierentuineigenaar, showman en muzikant